# Lee Chieh-po
Det här är en artikel om en person med kinesiskt personnamn; Lee är familjenamnet medan Chieh-po motsvarar ett svenskt förnamn.
Lee Chieh-po, känd också som Max Lee, född 1 november 1994 i Taipei, är en taiwanesisk professionell golfspelare som spelar för Liv Golf. Han har tidigare spelat på Asian Tour.
Lee har vunnit en Asian-vinst. Hans bästa prestation i Liv Golf var när han kom på delad tolfte plats vid Liv Golf Hong Kong 2025 och erhöll 312 500 amerikanska dollar i prispengar.